# 10455 Доннісон
10455 Доннісон  (10455 Donnison) — астероїд головного поясу, відкритий 9 липня 1978 року.
Тіссеранів параметр щодо Юпітера — 3,510.